# Kuvertiersystem
Kuvertiersysteme sind Maschinen, die Briefe in Briefumschläge kuvertieren. Dabei wird die Anlage über Steuerzeichen, so genannte OMR-Codes (OMR: Optical Mark Recognition), Barcodes oder DataMatrix Codes, gesteuert. Diese findet man in der Regel zwischen der Abheftlochung auf der linken Seite der Dokumente. Es gibt auch Systeme, die ohne OMR-Lesungen arbeiten – in allen Größenordnungen (Small Office Lösungen – 15 Blatt/Min und High End Geräte s. u.)
Die Anwender solcher Anlagen sind hauptsächlich Versicherungen, Banken, Energieversorger, Telekommunikationsunternehmen sowie IT-Dienstleister, Mailrooms und Lettershops. Die beiden letztgenannten Gruppen übernehmen Druck- und Kuvertieraufgaben von Unternehmen und versenden Dokumente in deren Auftrag.
Das schnellste Kuvertiergerät der Welt, die K3000 der Firma Kern AG, steht im Guinness-Buch der Rekorde. Die Anlage schafft 26.000 Kuvertierungen pro Stunde, das sind sieben pro Sekunde. Per Hand schafft man im Vergleich etwa 100 Umschläge pro Stunde, ein erfahrener Kuvertierer bis zu 500 Umschläge pro Stunde.